# Gilia transmontana
Gilia transmontana är en blågullsväxtart som först beskrevs av Mason och A. Grant, och fick sitt nu gällande namn av A. och V. Grant. Gilia transmontana ingår i släktet gilior, och familjen blågullsväxter. Inga underarter finns listade i Catalogue of Life.